# Maine Pyar Kiya
Maine Pyar Kiya è un film del 1989 diretto da Sooraj R. Barjatya.

## Trama
La storia narra di due famiglie. Il padre di Suman la porta a casa del cognato. Lo Sunam conosce Perm il figlio della cognata e si innamorano. Nel finale succede qualcosa di inaspettato...ce la faranno i due protagonisti?

## Colonna sonora
1. S. P. Balasubrahmanyam, Lata Mangeshkar – Aate Jaate Hanste Gaate – 3:29
2. S. P. Balasubrahmanyam, Lata Mangeshkar, Chorus – Kabootar Ja Ja Ja – 8:24
3. S. P. Balasubrahmanyam, Lata Mangeshkar – Aaja Shaam Hone Aayee – 5:14
4. Lata Mangeshkar, S. P. Balasubrahmanyam, Usha Mangeshkar, Shailendra Singh, Chorus – Antakshari – 9:08
5. Lata Mangeshkar, Chorus – Dil Deewana (Female) – 5:55
6. S. P. Balasubrahmanyam – Mere Rang Mein Rangne Waali – 6:46
7. S. P. Balasubrahmanyam – Dil Deewana (Male) – 5:22
8. S. P. Balasubrahmanyam, Lata Mangeshkar, Chorus – Maine Pyar Kiya – 6:55
9. Sharda Sinha – Kahe Toh Se Sajna – 5:28
10. S. P. Balasubrahmanyam, Lata Mangeshkar – Dil Deewaana (Duet) – 1:03
11. S.P. Balasubrahmanyam, Lata Mangeshkar, Usha Mangeshkar, Shailendra Singh – Aaya Mausam Dosti Ka – 6:47